# Partido di Patagones
Il partido di Patagones è un dipartimento (partido) dell'Argentina facente parte della provincia di Buenos Aires. Il capoluogo è Carmen de Patagones.